# Lilith Stangenberg
Lilith Stangenberg (Berlino, 14 agosto 1988) è un'attrice tedesca.

## Biografia
Ha iniziato a recitare a teatro a 15 anni. Dopo aver recitato all'Am Schauspielhaus di Zurigo e al Schauspiel Hannover, tra il 2012 e il 2016 ha fatto parte della compagnia del Volksbühne Berlin. Il ruolo che le ha dato i maggiori riconoscimenti dalla critica e una notorietà internazionale è quello della ragazza che intraprende una relazione amorosa con un lupo nel film Wild di Nicolette Krebitz.

## Filmografia
- Diaz - Don't Clean Up This Blood, regia di Daniele Vicari (2012)
- Scherbengericht, regia di Jan Eilhardt (2013)
- Die Lügen der Sieger, regia di Christoph Hochhäusler (2014)
- Lügen und andere Wahrheiten, regia di Vanessa Jopp (2014)
- Lo Stato contro Fritz Bauer, regia di Lars Kraume (2015)
- Buddha's Little Finger, regia di Tony Pemberton (2015)
- Mondo Americana, regia di Ulli Lommel (2015)
- Wild, regia di Nicolette Krebitz (2016)
- Grießnockerlaffäre, regia di Ed Herzog (2017)
- Idioten der Familie, regia di Michael Klier (2018)
- Factory Cowboys: Working with Warhol, regia di Ulli Lommel (2018)
- Whatever Happens Next, regia di Julian Pörksen (2018)
- Ich war zuhause, aber, regia di Angela Schanelec (2019)
- Orphea, regia di Khavn e Alexander Kluge (2020)
- Hausen – miniserie TV, 8 puntate (2020)
- A E I O U – Das schnelle Alphabet der Liebe, regia di Nicolette Krebitz (2022)
- Sterben, regia di Matthias Glasner (2024)